# Rehabilitationsberater
Ein Rehabilitationsberater ist ein zentraler Ansprechpartner für Erkrankte, Verletzte oder Behinderte während der gesamten Rehabilitation.
Er wird insbesondere dann aktiv, wenn ein Geschädigter nicht mehr problemlos an seinen alten Arbeitsplatz, seiner Schule oder seinem Ausbildungsplatz zurückkehren kann. Dafür braucht er medizinische Kenntnisse, aber auch sonderpädagogisches und berufskundliches Wissen. Er muss die Besonderheiten des Einzelfalls beurteilen und Lösungen für eine berufliche Wiedereingliederung erarbeiten. Dabei spielen sowohl Vorstellungen des Rehabilitanden wie auch wirtschaftliche Erwägungen eine Rolle.
Der Rehabilitationsberater führt Verhandlungen mit Arbeitsämtern, Unternehmen, Berufsförderungswerken und anderen Stellen, die für die schulische und berufliche Rehabilitation wichtig sein können. Er kümmert sich auch um die soziale Rehabilitation.
Ist die medizinische Rehabilitation abgeschlossen und eine zumutbare berufliche Tätigkeit möglich, stehen folgende Maßnahmen zur Verfügung (Berufliche Rehabilitation):
- Überprüfung von Möglichkeiten einer innerbetrieblichen Umsetzung
- Finanzielle Leistungen an den Arbeitgeber (Zuschuss zur Eingliederung)
- Unterstützung bei der Berufswahl jugendlicher Versicherter
- Einleitung von Berufsfindungs- und Arbeitserprobungsmaßnahmen
- Einleitung von Ausbildungs-, Umschulungs- und Fortbildungsmaßnahmen

## Deutschland
Rehabilitationsberater sind von der Deutschen Rentenversicherung, der Arbeitsagentur oder den Unfallversicherungen eingesetzte Fachkräfte, die Versicherte – vor allem in Fragen der Leistungen zur Teilhabe am Arbeitsleben – beraten. Sie halten unter anderem in den Auskunfts- und Beratungsstellen der Deutschen Rentenversicherung Bund (ehemalige Bundesversicherungsanstalt für Angestellte (BfA)) und in den Rehabilitationseinrichtungen (zum Beispiel Berufsförderungswerke oder Kliniken) Sprechtage ab.

## Private Rehabilitationsdienste
Neben den Rehabilitationsberatern in gesetzlichen Einrichtungen gibt es in Deutschland eine Reihe von privaten Rehabilitationsdiensten. Die Rehabilitationsberater bei privaten Rehabilitationsdiensten arbeiten überwiegend für Unfallopfer im Verkehrsbereich. Von der Arbeitsgemeinschaft Verkehrsrecht im Deutschen Anwaltverein werden (Stand: 9. Juni 2016) 11 private Rehabilitationsdiensten anerkannt. Ein Teil der privaten Rehabilitationsdienste ist in der ARGE REHA organisiert.

## Österreich
Als solche werden Angestellte eines österreichischen Sozialversicherungsträgers bezeichnet, welche die Rehabilitanden hinsichtlich medizinischer, beruflicher und sozialer Rehabilitationsmaßnahmen beraten und unterstützen.
Das Tätigkeitsfeld umfasst die Sozialberatung im Krankenhaus, wo z. B. bereits bei Notwendigkeit ein Anschlussheilverfahren in einer Rehabilitationseinrichtung organisiert wird. Weiters die Beratung bei der Beistellung von medizinischen Heilbehelfen und Hilfsmitteln.
Bei Bedarf erfolgt ein Haus- oder Betriebsbesuch, um berufliche Maßnahmen mit allen Beteiligten (Arbeitnehmer, Dienstgeber, Selbständiger, Aushilfskräfte) abzuklären.
Soziale Maßnahmen sind z. B. die finanzielle Beihilfen zum behindertengerechten Umbau einer Wohnung oder eines Fahrzeuges. (beispielhafte Aufzählung – kein Anspruch auf Vollständigkeit)
Viele Rehabilitationsberater haben mittlerweile die Ausbildung zum Diplom-Sozialarbeiter (DSA), alle müssen die Besondere Fachprüfung beim Hauptverband der österreichischen Sozialversicherungsträger abgelegt haben.
Zusätzlich erfolgt die Einschulung im unmittelbaren Tätigkeitsbereich, bis die umfassende Tätigkeit selbständig ausgeübt werden kann.